# Cynodontium obscurum
Cynodontium obscurum là một loài rêu trong họ Dicranaceae. Loài này được Kaulf. Fürnr. mô tả khoa học đầu tiên năm 1829.